# Vanessa Benavente
Vanessa Benavente (Lima, 8 de diciembre de 1979) es una actriz peruana conocida por su papel de la Virgen María en la serie histórica The Chosen (2019).

## Biografía
Vanessa Benavente nació en la capital peruana (1979). En 1988, huyendo del terrorismo de Sendero Luminoso, se trasladó junto con su madre a Estados Unidos. Allí su familia pasó por diversos problemas financieros, por lo que regresaron a Lima, donde Vanessa estudió Ingeniería Industrial en la Universidad de Lima. Posteriormente se trasladó a España, y a otros lugares. Tras conocer a su esposo Sergio Lanza, se establecieron en Los Ángeles, California, donde continuó su carrera artística.
Entre sus primeros papeles interpretó a una madre salvadoreña en la película dramática At The Gates, o a una mexicana en Face Love. Tiempo después, y cuando ya había intervenido en varias películas y cortos, Netflix la seleccionó para el papel de la Virgen María en la serie The Chosen y para actuar en un par de episodios de la miniserie Griselda, en el papel de camarera, donde actuó con Sofía Vergara.
Vanesa esta casada con Sergio Lanza. El matrimonio tiene dos hijas.